# 士道館
士道館（しどうかん）は、静岡県伊東市に総本部を置く空手団体。正式名称：世界空手道連盟 士道館（せかいからてどうれんめい しどうかん）。1978年に設立。現在は世界70か国に支部を展開している。

## 概要
極真会館在籍時に「城西の虎」と呼ばれた、第1回オープントーナメント全日本空手道選手権大会（主管：極真会館）2位の添野義二が興した。空手の他にキックボクシング、総合格闘技も指導している。世界空手道連盟（WKA） 、マーシャルアーツ日本キックボクシング連盟に加盟している。
早くから、顔面攻撃や組み技に力を入れた空手団体でもある。試合でも、グローブ空手と掴み（3秒間）・首相撲・投げ技・関節技・絞め技、そして寝技（5秒間）が認められたフルコンタクト空手の二つがある。（フルコンタクト）空手を名乗る団体で、一番制約の少ない試合ルールを採用しているのが特徴。また、海外に多くの支部を抱え、大会も積極的に開催している事から、国によってはフルコンタクト空手ルール＝士道館ルールを指すケースもある。
ストラングラーズのジャン＝ジャック・バーネルは士道館空手ロンドン支部長。マイケル・ジャクソンは士道館名誉五段。
プロレスラーの三沢光晴と川田利明も若手時代は士道館で練習に励んでいた。添野は三沢にエルボー・バット、川田にキックと、両選手の代名詞である技を、それぞれ伝授している。

## 大会
毎年、「全日本空手道選手権大会」と「関東空手道選手権大会」を開催している。関東空手道選手権大会では、パンチンググローブと脛パッドを着用し、投げ技、寝技や首相撲を禁止した初心者・中級者（白帯から緑帯まで）のための試合も行われている。また、士道館含む様々な空手団体に所属する少年少女が出場する「全国少年少女空手道大会」も毎年開催されている。

## 空手部門とキックボクシング部門
士道館には空手道場とキックボクシングジムを兼ね備えている道場がある（士魂村上塾、飯島道場、植野道場、士魂関根塾、ひばりが丘道場、氷見道場など）。空手とキックの部門は基本的に分離されているが、出稽古などの形で双方の修行をすることは可能である（キックから入門した人間が空手を習う場合は、当然空手の基礎を一から学ぶことになる）。正道会館は空手の上級者しかキックの指導を受けられないことになっており、この点が異なっている。
士道館の師範や師範代には、実際にプロのキックボクサーとしての経験がある人物も少なくない。

## 役員
- 総帥　添野義二
- 二代目館長添野義二　大久保義家
- 館長代行　佐藤堅一
- 理事長　関根信男
- 本部長　添野友利亜名
- 二代目館長後見人　藤平和雄
- 二代目館長後見人　村上和彦
- 最高相談役　飯島三治
- 最高相談役　荻野真介
- 最高顧問兼最高技術顧問　五十野俊男
- 最高顧問兼横山派首席師範　横山明岳
- 懲罰委員長　植野次郎
- 最高顧問　村上竜司
- 最高顧問　土橋雄二
- 師範協議会議長　齋藤隆
- 九州最高師範兼運営副委員長　松崎一隆
- 闘気委員長　横山伸吾
- 国際部長　瀬メ誠
- 副本部長　山田浩一郎
- 闘気副委員長　田村直孝
- 本部長補佐兼館長補佐　藤本育之
- 師範協議会副議長　松井正章
- 師範協議会副議長　佐野友隆

## 著名な士道館の選手
- 松田利彦 - 現役時代は新格闘術日本フライ級王者、初代マーシャルアーツ日本キックボクシング連盟フライ級王者、IBF日本フライ級王者。IBF世界ジュニアフライ級タイトル挑戦者
- 内藤武　- 宮越新一。ベニーユキーデと対戦。拳粋会宮越道場会長。
- 上田健次 - 新格闘術日本フェザー級王者。
- 村上竜司 - 士魂村上塾塾長
- 岡村隆志 - 現DRAGON GATE社長
- マグナム酒井 - 士魂村上塾所属。K-1参戦経験あり
- モハン・ドラゴン - マーシャルアーツ日本キックボクシング連盟スーパーライト級第7代王者。士魂村上塾所属。ネパール人
- アルボーシャス・タイガー - 第2代ヘビー級キング・オブ・パンクラシスト。元ラトビア士道館所属。リトアニア人
- 横山剛 - CMA-KPWライト級王者。CRAZY WOLF所属。K-1、戦極参戦経験あり。士道館横山道場師範。通称「蹴りのファンタジスタ」
- 上原誠 - RISE第2代ヘビー級王者。士魂村上塾所属。
- 佐藤堅一 - 士道館ひばりヶ丘道場師範。マーシャルアーツ日本キックボクシング連盟三階級王者。
- 石川健太郎 (格闘家) - 士魂村上塾愛媛所属。第22回、24回全日本格闘空手選手権大会優勝。リングネーム「達磨石川」。
- ショーニー・カーター - 士道館USA所属。UFC参戦経験あり。
- 大野貴志 - 士道館新座ジム所属。
- 加藤督朗 - リングネーム「スネーク加藤」。PHOENIX代表。士道館から格闘技キャリアをスタートさせた。
- 須藤信充 - 士道館飯島道場出身。。[1]

など多数

## 分裂
2013年4月1日をもって橋本道場を含む橋本派が独立し、新連盟「ジャパン・キックボクシング・イノベーション」を設立する。MAキックに残留したジムは、士魂村上塾塾長の村上竜司および士道館理事長の関根信男を代表理事とし、「一般社団法人マーシャルアーツ日本キックボクシング連盟」を設立し、新生MAキックとして活動を継続する。